# 丹尼尔·艾尔斯伯格
丹尼尔·艾尔斯伯格 （英語：Daniel Ellsberg，1931年4月7日—2023年6月16日）是前美国军方分析师、海軍陸戰隊退役軍官受雇于兰德公司，因1971年私自复制并向媒体提供五角大楼机密文件为世人所知。

## 生平

### 早年生平
丹尼尔·艾尔斯伯格1931年出生于芝加哥一户犹太人家庭，5岁时全家迁往斯普林菲尔德，后又迁往底特律，并就读于克兰布鲁克（Cranbrook）学校。其母曾一度希望他能成为钢琴家，但在其母1946年7月死于一场车祸后，艾尔斯伯格便告别钢琴生涯。车祸发生在艾尔斯伯格全家前往丹佛的路上，当时天气暑热，驾车的丹尼尔的父亲陷入瞌睡之中，将车开到了路沟里。坐在车另一侧的丹尼尔的母亲和姐妹在车祸中丧命，坐在驾驶座后的丹尼尔也昏迷数天才恢复意识。
1948年6月，艾尔斯伯格中学毕业，获得百事可乐公司提供的奖学金，进入哈佛大学学习经济，并于1952年获得学士学位。随后获得伍德罗·威尔逊奖学金，前往剑桥大学深造，一年后返回哈佛继续学习。1954年，他离开哈佛，为美国海军陆战队效力，最高官阶为陸戰隊中尉。1956年夏天艾尔斯伯格退役，返回哈佛大学，成为哈佛学会研究员，从事决策理论研究。1958年，加入兰德公司，并于次年成为全职雇员。1964年，艾尔斯伯格出任國防部国际安全事務助理部长约翰·麦克诺顿的特别助理，專注於核武開發與核武命令管制系統。
艾爾斯伯格在1962年在哈佛大學拿到經濟學博士。他的論文研究於決策理論，發現人們在模糊與不確定性下做出的決策較缺乏一致性，即艾尔斯伯格悖论。1964年，艾爾斯伯格進入五角大廈工作。

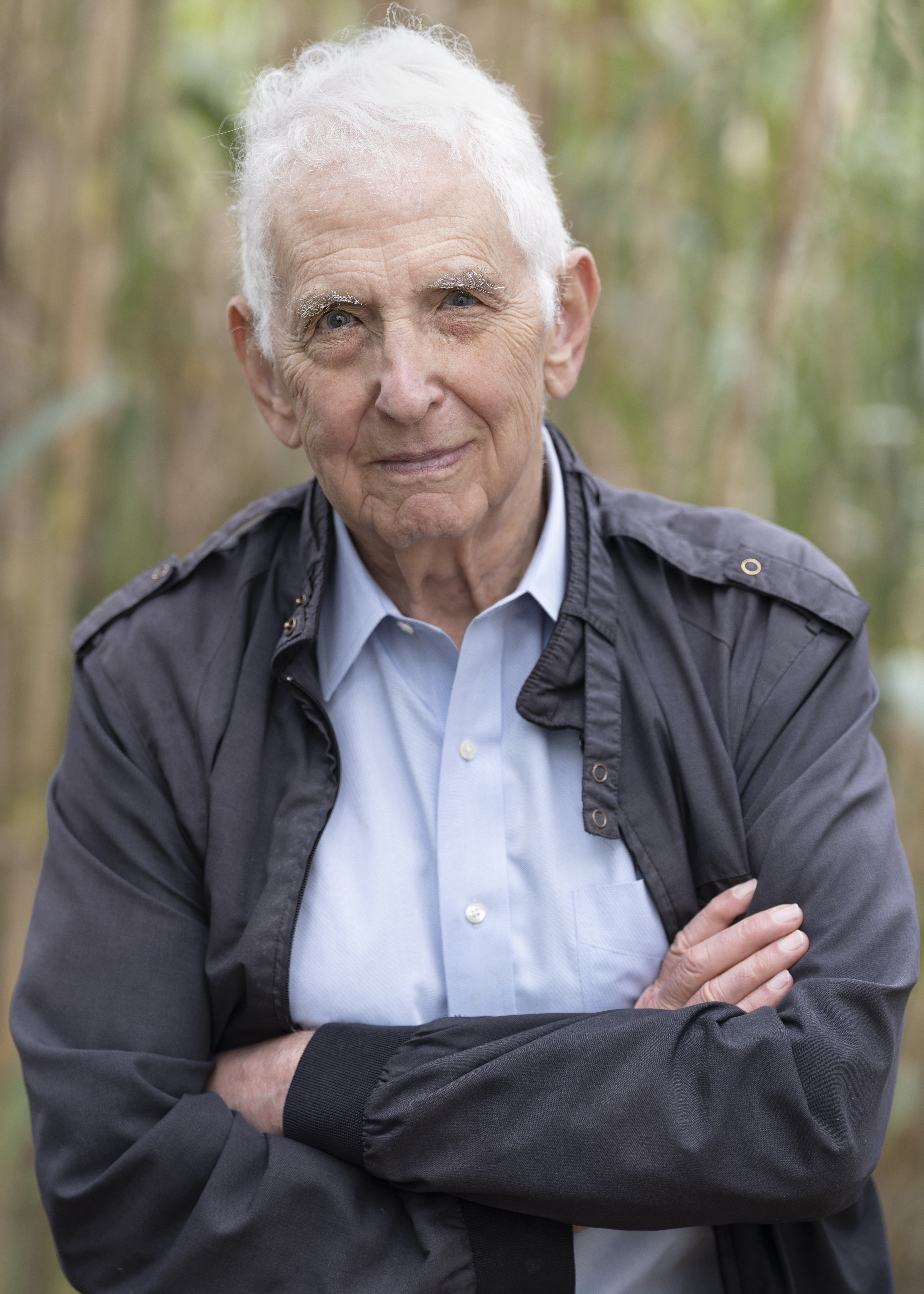
Daniel Ellsberg 2020.